# 战斗轰炸机

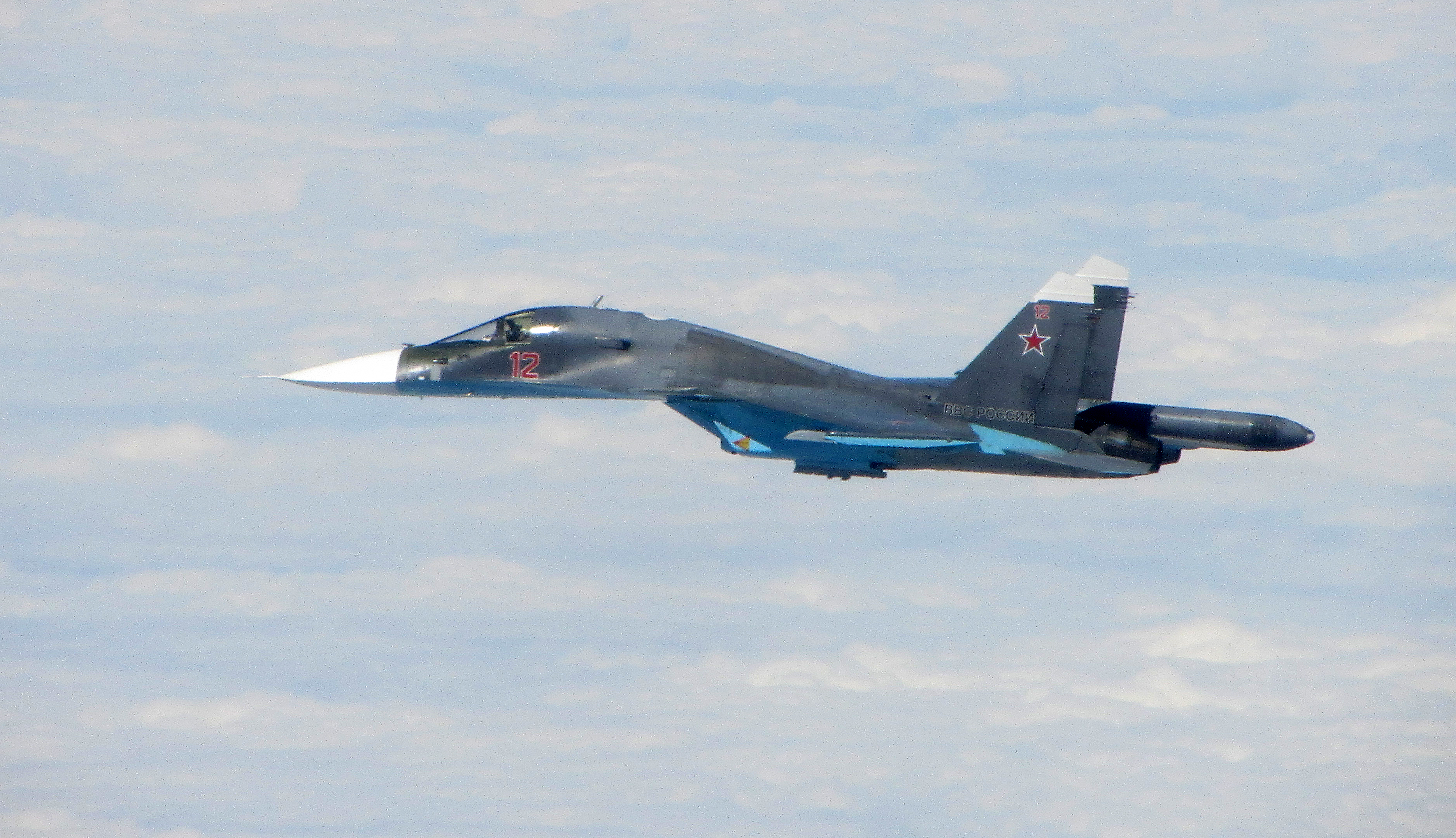
俄羅斯的戰鬥轟炸機苏-34战斗轰炸机

戰鬥轟炸機（Fighter-bomber）是一種結合戰鬥機與轟炸機功用的軍用飛機，有「戰轟機」的簡稱。
戰鬥轟炸機同時具有攻擊海上、地面目標和空中反擊的能力，與以往執行轟炸時需要戰鬥機護航的轟炸機不同，戰鬥轟炸機本身具有防空能力，一架就可以確保任務順利執行。戰鬥轟炸機的任務是對目標進行密接支援，作為戰術轟炸機使用，它本身具有一定程度的空防能力，可以充分在區域衝突中與地面支援中展露頭角。戰鬥轟炸機雖然具備2種飛機的功能，但直至第四代的戰機為止，大部份的戰鬥轟炸機在空戰上不如專用空戰的戰鬥機，如F-15E在空戰上不如F-16（由于武器挂载变化之故）。加上很多戰鬥機也具備一定的空對地能力，因此現代的戰機發展多以空戰為主、轟炸為輔，或一種專門空戰的戰鬥機配合一種專門轟炸的戰鬥轟炸機，如：F-16配F-15E、F-22配F-35。

## 起源
要準確地找出戰鬥轟炸機出現時間點並不容易，原因是飛機本身早期就有掛載少量炸彈的能力，直到戰鬥機這單一機種獨立出來，與和其他戰鬥機有明顯劃線區分的轟炸機出現。

### 第二次世界大戰
二次大戰大多是以戰鬥機配有掛載少量炸彈能力或是轟炸機的夜間戰鬥機改裝型，稱作「Fighter bomber」。比較有名的包括蚊式轟炸機，其正式編號中有戰轟機（FB）。還有納粹德國空軍原先要作為戰鬥機的Me-262，希特勒固執地要求將其加掛炸彈，並將其稱作「閃擊轟炸機」，但因為額外的重量嚴重折損了其性能，是戰鬥轟炸機改裝失敗著名的一例。
二次大戰擁有戰鬥轟炸機性質的主要有英國皇家空軍的贼鸥式战斗轰炸机、蚊式轟炸機和納粹德國的Ju 88轟炸機、日本海航的彗星、流星、銀河。而美國的大多數戰鬥機也能夠掛載炸彈和火箭去進行對地支援任務，不過P-47戰鬥機是美國陸軍航空軍中最具代表性的戰鬥轟炸機，海軍及海軍陸戰隊的就是F4U戰鬥機。蘇聯的戰鬥轟炸機就有Pe-2轟炸機、圖-2轟炸機及伊爾-2攻擊機。

### 冷戰時期

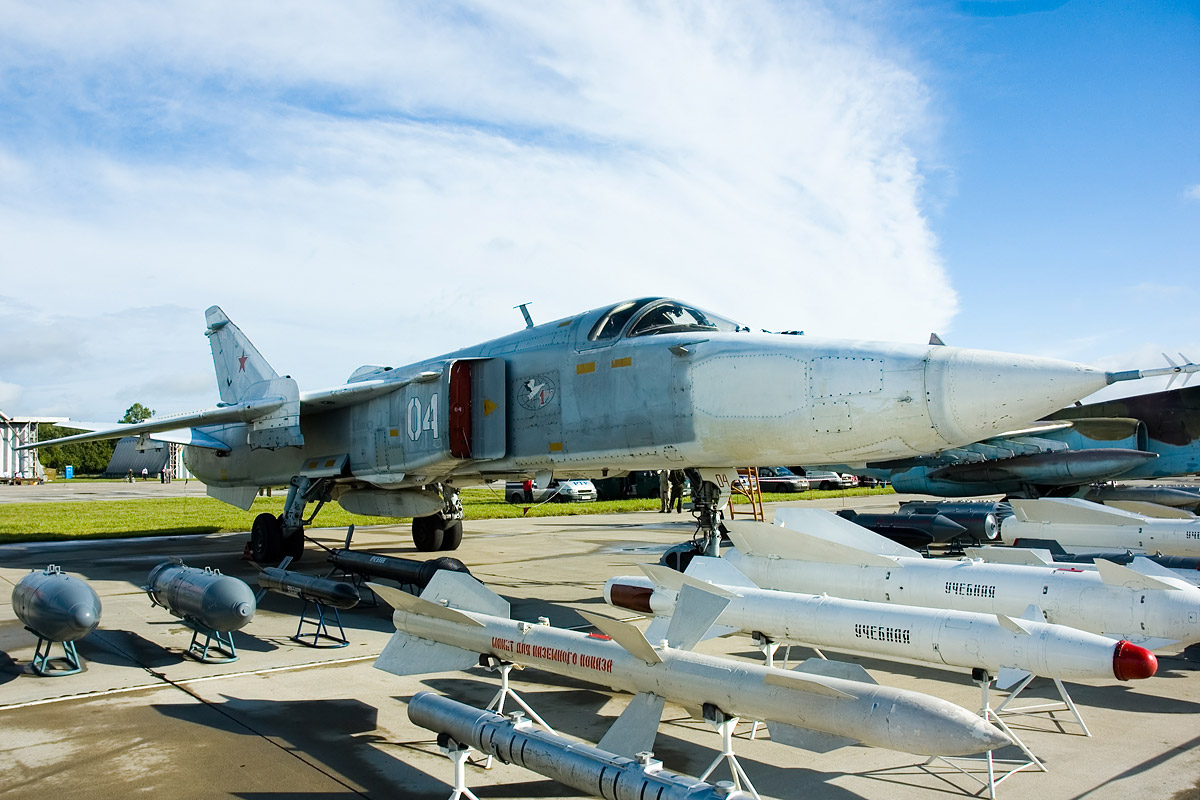
正在搭載武裝的Su-24

二次大戰後，由於大部分軍用機已噴射機化，續航力與載力皆大幅提昇，原有的飛機以功能分為以下兩大種：
- 以截擊飛機為主，轟炸目標為輔：
  - 以原先的戰鬥機改良，使其具備對地轟炸的能力，最具代表的是美國的F-4幽靈II戰鬥機。
- 以轟炸目標為主，截擊飛機為輔：
  - 以轟炸機為主體，使其具備空對空武器。代表的有美國的F-84戰鬥機、F-105雷公戰鬥機、F-111戰鬥轟炸機和歐洲的龍捲風戰鬥機。

在冷戰噴射機時代的蘇聯空軍對於戰鬥機的空戰能力並不重視，而把重點放在戰術轟炸機上，蘇-7、米格-27、蘇-17、蘇-24就是代表的例子。

### 現代
- 俄羅斯
  - Su-24
  - Su-34
  - Su-30
- 中国
  - 歼轰-7
  - 歼-16
- 美国
  - F-111
  - F-15E
  - F/A-18
  - F-35
- 歐洲
  - 龍捲風戰鬥轟炸機

## 資料來源
1. ↑  Bowman 2005, p. 164.